# Nefrónio
O nefrónio (português europeu) ou néfron (português brasileiro) (grc. νεφρός= rim), é uma estrutura microscópica capaz de eliminar resíduos do metabolismo do sangue, manter o equilíbrio hidroelectrolítico e ácido-básico do corpo humano, controlar a quantidade de líquidos no organismo, regular a pressão arterial e secretar hormônios, além de produzir a urina.  Por esse motivo dizemos que o nefrónio é a unidade funcional do rim, pois apenas um nefrónio é capaz de realizar todas as funções renais.O néfron é formado por um tubo com uma extremidade dilatada em forma de taça a cápsula glomerular, essa cápsula envolve uma rede de capilares, o glomérulo renal
O nefrónio é formado pela cápsula de Bowman, pelo glomérulo e pelos túbulos renais. O glomérulo e a cápsula de Bowman formam uma estrutura denominada corpúsculo de Malpighi.

## Anatomia
Cada nefrónio é composto de um componente filtrante inicial (o "corpúsculo renal") e um túbulo especializado para a reabsorção e secreção (o "túbulo renal"). O corpúsculo renal filtra uma grande quantidade de solutos do sangue, deixando água e pequenos solutos para os túbulos renais para modificação.

### Corpúsculo renal
Composto de um glomérulo e uma cápsula de Bowman, o corpúsculo renal (ou corpúsculo de Malpighi) é o início do néfron. É o componente inicial de filtração do néfron.
O glomérulo é um tufo capilar que recebe seu suprimento sanguíneo de uma arteríola aferente da circulação renal. A pressão sanguínea glomerular fornece a força para que a água e os solutos sejam filtrados para fora do sangue em direção ao espaço criado pela cápsula de Bowman. O restante do sangue (somente aproximadamente 1/5 de todo o sangue que passa pelo rim é filtrado através da parede glomerular em direção à cápsula de Bowman) circula para a arteríola eferente que é mais estreita. O sangue então circula para os vasos retos, que são capilares coletores interpostos com os túbulos contorcidos através do espaço intersticial, nos quais as substâncias reabsorvidas também irão unir-se. Tudo isso acaba por se combinar com vênulas eferentes de outros néfrons na veia renal, que volta a unir-se com a circulação sanguínea principal.
A cápsula de Bowman, também chamada de cápsula glomerular, envolve o glomérulo. Ela é composta de uma camada interna visceral formada por células especializadas chamadas podócitos, e uma camada externa parietal composta por uma única camada de células planas chamada de epitélio escamoso simples. Os fluidos do sangue no glomérulo são filtrados através da camada visceral de podócitos, e o filtrado glomerular resultante é a seguir processado ao longo do néfron para formar a urina.

### Túbulo renal
O túbulo renal é a porção do néfron que contém o filtrado glomerular, formado através do glomérulo. Após passar através do túbulo renal, o filtrado continua através do sistema de ductos coletores, que não é uma parte do néfron.
Os túbulos renais são subdivididos em vários segmentos, sendo a padronizada a seguinte nomenclatura pela The Renal Commission of the International Union of Physiological Sciences (IUPS):
- Túbulo proximal: formado pela parte convoluta ou pars convoluta e pela parte reta ou pars recta.
- Túbulo intermediário: formado pelo ramo fino descendente e o pelo ramo fino ascendente.
- Túbulo distal: formado pela parte reta ou pars recta ou ramo espesso ascendente e pela parte convoluta ou pars convoluta.
- Sistema de ductos coletores: formado pelo túbulo de conexão e pelos ductos coletores, que se subdividem em ducto coletor cortical, ducto coletor medular externo e ducto coletor medular interno.

A alça de Henle é o nome dado ao segmento do túbulo renal em forma de U, formada pela porção reta do túbulo proximal, pelo túbulo intermediário (ramo descendete fino e ramo ascendente fino) e pela porção ascendente espessa do túbulo distal.
O sistema de ductos coletores não é considerada uma parte anatômica do néfron pois tem origem embrionária diferente dos outros seguimentos que fazem parte do néfron, no entanto todos os componentes do néfrons estão funcionalmente relacionados.

## Imagens adicionais

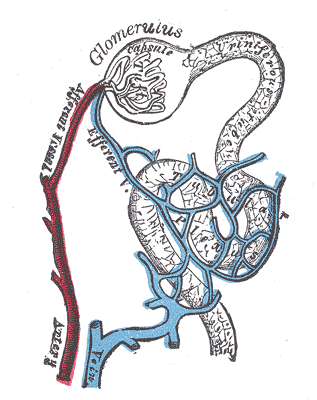
Distribuição dos vasos sanguíneos no córtex do rim.
Glomérulo é o vermelho; Cápsula de Bowman é o branco.
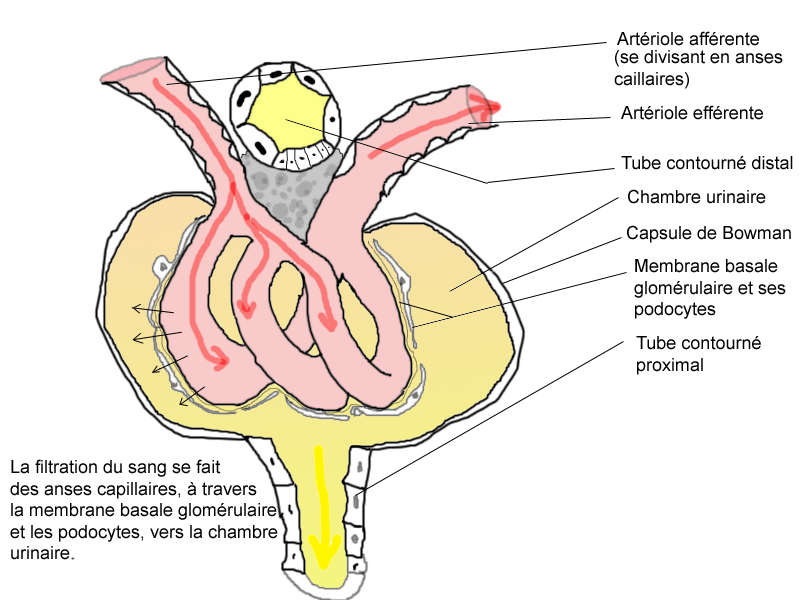
Glomérulo